# 涅哈耶夫斯卡亚农村居民点
涅哈耶夫斯卡亚农村居民点（俄语：Нехаевское сельское поселение）是俄罗斯联邦伏尔加格勒州涅哈耶夫斯卡亚区所属的一个农村居民点。其下辖有2个居民点，行政中心为涅哈耶夫斯卡亚。据2016年统计，该农村居民点的人口为4398人。